# Cytospora
Cytospora è un genere di funghi ascomiceti.

## Specie
- Cytospora corylicola
- Cytospora personata
- Cytospora palmarum
- Cytospora platani
- Cytospora sacchari
- Cytospora sacculus
- Cytospora terebinthi